# Euryphura neoathymoides
Euryphura neoathymoides är en fjärilsart som beskrevs av Van Someren 1939. Euryphura neoathymoides ingår i släktet Euryphura och familjen praktfjärilar. Inga underarter finns listade i Catalogue of Life.